# Harry L. Frisch
Harry Lloyd Frisch (* 13. November 1928 in Wien; † 21. September 2007 in Albany, New York) war ein US-amerikanischer Physikochemiker.

## Leben
Harry L. Frisch verließ 1938 mit seinen Eltern Österreich. Mit der Familie kam er 1940 nach Kanada und 1941 in die USA. 1947 erwarb er am Williams College den B.Sc. in Chemie. 1952 wurde er am Polytechnic Institute of Brooklyn promoviert. Anschließend war er bis 1954 Postdoc an der Syracuse University und von 1954 bis 1956 Assistant Professor für Chemie an der University of Southern California. Von 1956 bis 1967 war er als Wissenschaftler bei den Bell Telephone Laboratories in Murray Hill, New Jersey angestellt.
Ab 1967 bis zu seiner Emeritierung im Jahr 1999 war er Professor an der University at Albany.
Frisch veröffentlichte  mehr als 550 wissenschaftliche Arbeiten, vor allem in Zeitschriften. Sein Hauptarbeitsgebiet in den 1950er und 1960er Jahren war die Statistische Physik für das Gleichgewicht und das Nichtgleichgewicht (Transportphänomene). Später publizierte er mit einer Vielzahl von Koautoren Arbeiten zu verschiedenen Teilgebieten der physikalischen Chemie sowie zur Polymerphysik und -chemie. Von ihm und Edel Wasserman stammt ein grundlegender Aufsatz über topologische Chemie wie Catenane (Chemical Topology, J. Am. Chem. Soc., Band 83, 1961, S. 3789–3795) und ähnliche verschlungene bzw. verzahnte Ringverbindungen.
Er war Fellow der New York Academy of Sciences (NYAS), der American Physical Society (1964) und der American Association for the Advancement of Science (1966). 1997 wurde er als assoziiertes Mitglied in die Académie royale des Sciences, des Lettres et des Beaux-Arts de Belgique aufgenommen. 1973 erhielt er den Boris Pregel Award der NYAS und 1993 den Ordre des Palmes Académiques (Chevalier). 1997 war er Guggenheim-Stipendiat. Die American Chemical Society zeichnete ihn 2000 mit dem Joel Henry Hildebrand Award aus.

## Schriften (Auswahl)
- Harry L. Frisch, Joel L. Lebowitz: The Equilibrium Theory of Classical Fluids: A Lecture Note and Reprint Volume. Benjamin, New York 1964, S. 437.
- H. L. Frisch, Z. W. Salsburg (Hrsg.): Simple dense fluids. Academic Press, New York 1968, S. XVIII, 430.
- Stuart A. Rice, Harry L. Frisch: Some Aspects of the Statistical Theory of Transport. In: Annual Review of Physical Chemistry. Band 11, 1960, S. 187–272.